# Parafia Sabine
Parafia Sabine (ang. Sabine Parish) – parafia cywilna w stanie Luizjana w Stanach Zjednoczonych. Obszar całkowity parafii obejmuje powierzchnię 1 011,62 mil2 (2 620,09 km²). Według danych z 2010 r. parafia miała 24 233 mieszkańców. Parafia powstała w 1843 roku, a jej nazwa pochodzi od rzeki Sabine.

## Sąsiednie parafie
- Parafia De Soto (północ)
- Parafia Natchitoches (wschód)
- Parafia Vernon (południe)
- Hrabstwo Newton (Teksas) (południowy zachód)
- Hrabstwo Sabine (Teksas) (zachód)
- Hrabstwo Shelby (Teksas) (północny zachód)

## Miasta i miejscowości
- Many
- Zwolle

## Wioski
- Converse
- Fisher
- Florien
- Noble
- Pleasant Hill

## CDP
- Belmont
- Fort Jesup